# Gare de Furukawa
La gare de Furukawa (古川駅, Furukawa-eki) est une gare ferroviaire de la ville d'Ōsaki, dans la préfecture de Miyagi au Japon. Elle est exploitée par la compagnie East Japan Railway Company (JR East).

## Situation ferroviaire
La gare est située au point kilométrique (PK) 363,8 de la ligne Shinkansen Tōhoku et au PK 9,4 de la ligne Rikuu Est.

## Histoire
Inaugurée le 20 avril 1913, la gare de Furukawa est desservie depuis le 23 juin 1982 par la ligne Shinkansen Tōhoku. La gare s'appelait initialement Rikuzen-Furukawa avant d'être renommée en 1980.

## Service des voyageurs

### Accueil
La gare dispose d'un bâtiment voyageurs, avec guichets, ouvert tous les jours.

### Desserte
- Ligne Rikuu Est :
  - voie 1 : direction Kogota
  - voie 2 : direction Naruko-Onsen et Shinjō
- Ligne Shinkansen Tōhoku :
  - voie 11 : direction Morioka et Shin-Aomori
  - voie 12 : direction Sendai et Tokyo